# Dudu.com
dudu.com (russisch дуду) (früher godudu.com) ist ein Online-Netzwerk in sieben Sprachen, nämlich Russisch, Arabisch, Englisch, Italienisch, Portugiesisch, Spanisch und Chinesisch. Godudu wurde am 14. April 2011 in Machatschkala, der Hauptstadt der russischen Teilrepublik Dagestan lanciert.
Auf dudu.com können sich registrierte Benutzer ein Profil anlegen und mit anderen Benutzern Informationen austauschen. Der Dienst enthält eine Chat-Funktion und eine Verbindung mit dem Dienst Twitter. Nach Angaben des Betreibers gibt es inzwischen etwa 6 Millionen registrierte Mitglieder, hauptsächlich in Russland, der Ukraine, der Türkei sowie Saudi-Arabien. Das kostenfreie Angebot gleicht dem anderer Web-2.0-Plattformen sehr stark.

## Besonderheiten
Die hauptsächliche Besonderheit des Dienstes ist die angekündigte Möglichkeit, mehrsprachig zu chatten. Kurznachrichten im Chat sollen automatisch übersetzt werden können – gemäß den Angaben des Betreibers ist so die sprachbarrierefreie Kommunikation zwischen den registrierten Teilnehmern möglich, unter anderem in Englisch, Arabisch und Russisch.
Wie der Betreiber behauptet, ist Dudu das weltweit erste mehrsprachige Online-Netzwerk (damit meint er die Möglichkeit der Instantübersetzung, deren Technologie jedoch zweifelhaft ist).

## Geschichte
Bereits im Juli 2009 wurde ein Blog registriert, der offensichtlich in Zusammenhang mit der Website steht. Er berichtet über die am Projekt tätigen Übersetzerinnen, der letzte Eintrag datiert jedoch vom Jahr 2009.

## Personen
Die Vertreter von dudu.com in Dagestan sind Gadschimurad Alijew und Sapir Alchasow.

## Design
Dudu/Godudu ist in Schwarz gehalten, der Vertreter von Godudu erläuterte dies beim Projektstart in Machatschkala wie folgt: „Jedes soziale Netzwerk hat seine eigene Farbe – Odnoklassniki ist orange, Vkontakte ist blau – aber ich denke, es ist besser schwarz zu sein als blau.“
Diese Aussage von Alibek Iljasow kann man als homophob verstehen, denn blau meint in der russischen Umgangssprache so viel wie homosexuell.